# Schreckalm (Oberaudorf)
Die Schreckalm ist eine Alm in der Gemeinde Oberaudorf.
Der Grandlkaser auf der Schreckalm steht unter Denkmalschutz und ist unter der Nummer D-1-87-157-125 in die Bayerische Denkmalliste eingetragen.

## Baubeschreibung

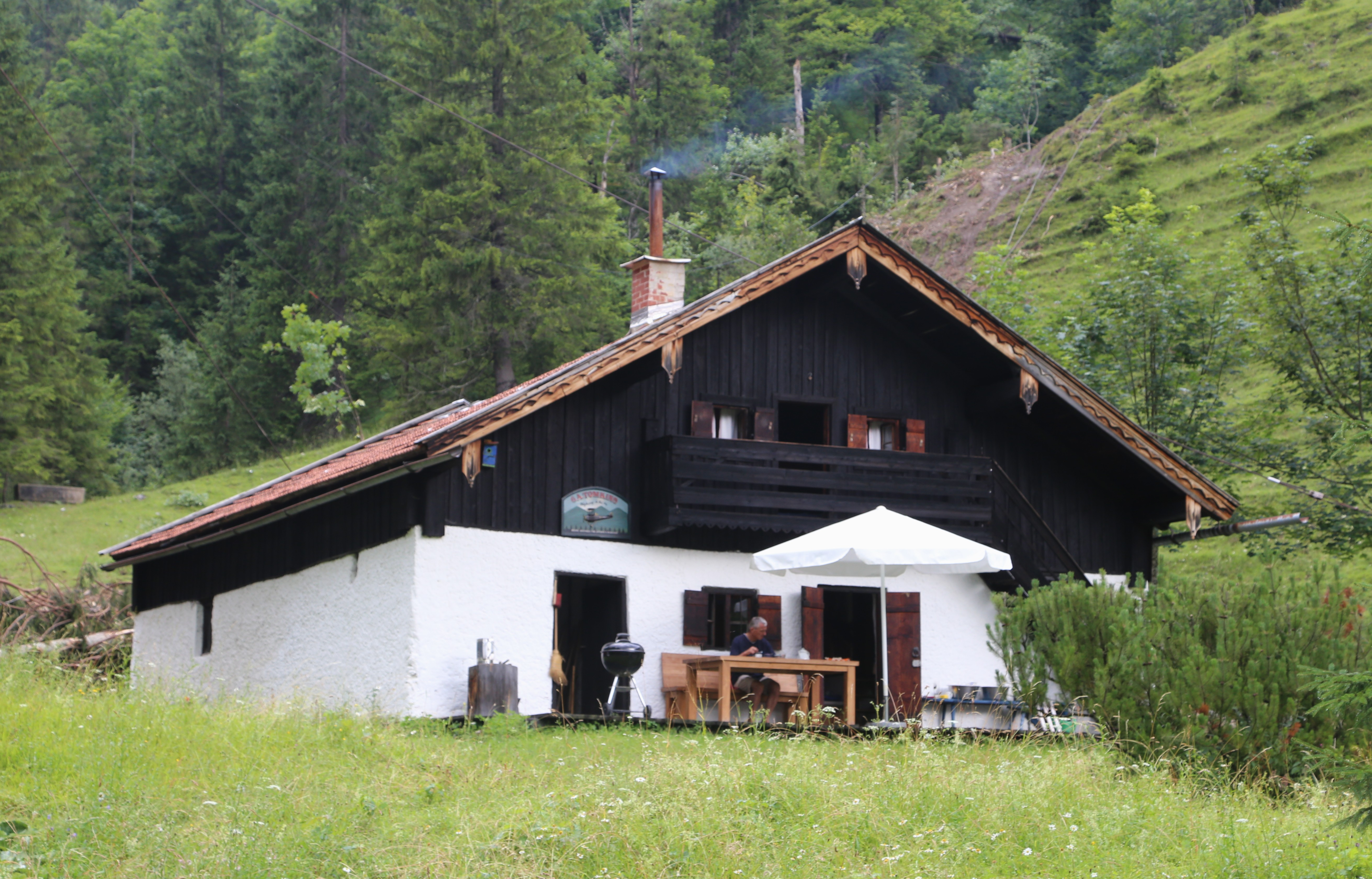
Grandlkaser auf der Schreckalm

Beim Grandlkaser handelt es sich um einen erdgeschossigen Massivbau mit hohem Kniestock und verschaltem Giebel. Die Firstpfette ist mit den Jahren 1838 und 1935 bezeichnet.
Ein weiteres Gebäude auf der Schreckalm ist das Naturfreundehaus Gießenbachhütte.

## Heutige Nutzung
Die Almflächen der Schreckalm werden von der südöstlich gelegenen Schmiedalm aus mitbestoßen. Die Grießbachhütte ist eine Selbstversorgerhütte und kann über die Naturfreunde angemietet werden.

## Lage
Die Schreckalm befindet sich im Mangfallgebirge direkt am Gießenbach auf einer Höhe von 850 m ü. NN.